# آلیشان
آلیشان سرکان تکتاش (ترکی استانبولی: Alişan Serkan Tektaş؛ زادهٔ ۱۹ ژوئن ۱۹۷۶) با نام هنری آلیشان خواننده، مجری تلویزیون و بازیگر اهل کشور ترکیه است. او دانش آموز دبیرستان بود که چهارمین آلبوم موفق خود را در سال ۱۹۹۷ به نام «نذار هیچ اتفاقی برات بیفته» (به ترکی استانبولی: Sana Bir Şey Olmasın) منتشر کرد.